# 타이 위민스 리그
타이 위민스 리그(태국어: ฟุตบอลลีกหญิง, 영어: Thai Women's League)는 태국의 여자 축구에서 가장 높은 등급의 리그이다. 2009년에 설립되었으며, 현재 11개 클럽이 참가하고 있다.

## 진행 방식
타이 위민스 리그는 11개 팀을 2개 조로 나눈 다음에 홈 앤 어웨이 방식을 띤 조별 예선을 진행한다. 각 조에서 1, 2위를 차지한 4개 팀은 단판 승부 형식을 띤 준결승전에 진출한다. 준결승전에서 승리한 팀은 결승전에 진출하고 패배한 팀은 3·4위전으로 진출한다. 준결승전, 3·4위전, 결승전에서는 정규 시간 내에 승자가 결정되지 않으면 승부차기로 승자를 결정한다.

## 2019 시즌 참가 팀
- 에어 포스 WFC (Air Force W.F.C.)
- 방콕 WFC (Bangkok W.F.C.)
- BG 분딧 아시아 WFC (BG Bundit Asia W.F.C.)
- 촌부리 WFC (Chonburi W.F.C.)
- 까셈 분딧 유니버시티 WFC (Kasem Bundit University W.F.C.)
- 람팡 스포츠 스쿨 WFC (Lampang Sports School W.F.C.)
- 나콘 시 레이디 SS WFC (Nakhon Si Lady SS W.F.C.)
- 시사껫 스포츠 스쿨 WFC (Sisaket Sports School W.F.C.)
- 태국 여자 U-16 축구 국가대표팀 (Thailand U-16)
- 태국 여자 U-19 축구 국가대표팀 (Thailand U-19)
- 탐마삿 대학교 WFC (Thammasat University W.F.C.)

## 같이 보기
- AFC 여자 클럽 챔피언십